# Lynk & Co Z10

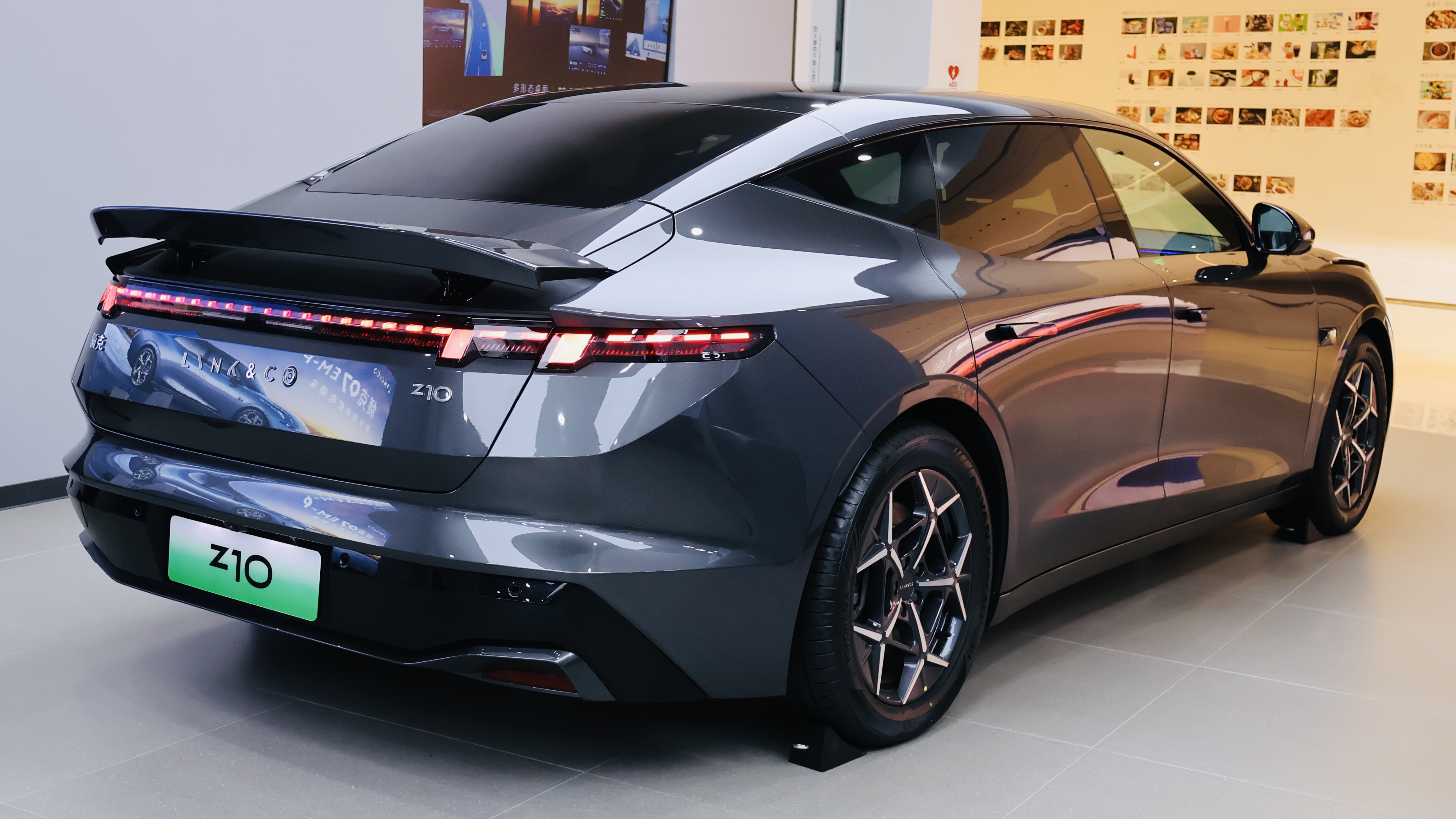
Вид сзади

Lynk & Co Z10 — полноразмерный электромобиль-седан, выпускающийся с 2024 года китайско-шведским автомобильным брендом Lynk & Co.

## Описание
Lynk & Co Z10, представленный летом 2024 года, является первым электромобилем Lynk & Co. Концепт-кар, представленный двумя годами ранее, назывался The Next Day.
Lynk & Co Z10 имеет безрамочные двери и выдвижной спойлер на крышке багажника. Заявленный коэффициент аэродинамического сопротивления составляет 0,198 Кд.
По габаритам модель сопоставима с BMW G60 и Mercedes-Benz W214. Диаметр колёсных дисков варьируется от 19 до 21 дюйма. Панорамная крыша не имеет сдвижной секции.
На центральной консоли расположена мультимедийная система с сенсорным экраном диагональю 15,4 дюйма с медиасистемой Lynk Flyme Auto. Также имеются подогрев сидений, вентиляция сидений и аудиосистема Harman/Kardon мощностью 1600 ватт с 23 динамиками.
Дизайн фактически скопирован с Zeekr 001.

## Технические характеристики
Lynk & Co Z10 оснащается аккумуляторами ёмкостью 71—95 кВт⋅ч и электродвигателями мощностью 200—580 кВт (272—789 л. с.) и крутящим моментом 343—810 Н⋅м. Привод — задний или полный. До 100 км/ч автомобиль разгоняется за 3,5—6,8 сек. Запас хода варьируется от 602 до 806 км.